# 虛擬情人
《虛擬情人》，是香港電視廣播有限公司拍攝製作的時裝愛情喜劇電視劇，由王敏奕、朱敏瀚、黃子恆、鄧智堅、譚嘉儀、林景程、楊卓娜、黃子雄、袁文傑、胡蓓蔚、倪嘉雯、周志康及鄧伊婷演出。

## 外部連結
- 《虛擬情人》myTV SUPER線上看
- 《虛擬情人》最新消息 - Instagram （页面存档备份，存于）
- 《虛擬情人》尋回戀愛初心 - TVB Weekly （页面存档备份，存于）
- 《虛擬情人》朱敏瀚與王敏奕 親熱戲感到緊張 - TVB Weekly （页面存档备份，存于）
- 豆瓣电影上《虛擬情人》的資料 （简体中文）